# Молль, Герман
Герман Молль (предположительно 1654 — 1732) — ведущий британский географ и картограф первой половин XVIII века, гравёр и публицист.

## Происхождение и ранние годы
Точное место рождения Германа Молля неизвестно, тем не менее, годом его рождения принято считать 1654 год. В 1678 году он переселился в Англию и открыл собственный магазин книг и карт в Лондоне. Изучая работы других картографов, он производил собственные карты.
Из-за того, что Молль занимался важными работами в голландской картографии, и то, что он осуществил в свои зрелые годы путешествие в интересах Нидерландов, предполагается, что он был родом из Амстердама или Роттердама. Фамилия «Молль» имеет не только Нидерландское происхождение, но и присуще северной части Германии, что даёт возможность предположить о его немецком происхождении. Биография Дениса Рейнхарца допускала, что, возможно, Молль был родом из города Бремен. Стиль языка изданных работ также указывает что он был родом из Германии.

## Картографическая работа

### Ранние годы в Лондоне
Свои ранние работы Молль сделал под началом таких картографов как Джон Сенекс и Эмануэль Боуэн. По всей вероятности, он продал свои первые карты в лавках, расположенных в разных частях Лондона. С 1688 года он владел своим личным магазином в центральной части Лондона, в районе Блэкфрайерс. Между 1691 и 1710 годами его торговые лавки была расположены на улицах Спринг Гарденз и Чаринг-Кросс, и наконец он переехал на Beech Street, где, по всей видимости, прожил до своей смерти.
В 1690-х годах работал в основном гравёром для Кристофера Броунэ, Роберта Мордена и Леа, в финансовых делах которых он также принимал участие. В то время он опубликовал свою первую главную независимую работу под названием Thesaurus Geographicus. Успех данной работы повлиял на его решение приступить к публикации своих собственных карт.

### Самостоятельная работа картографом
В 1701 году он опубликовал свою первую работу под названием «Система географии» (A System of Geography). Хотя она по своему содержанию не имела ничего нового по сравнению с его предыдущей работой, она помогла ему заявить о себе как внештатном картографе. На протяжении многих лет данная работа имела влияние среди других издателей.
Карты Молля использованы в качестве иллюстраций к роману Джонатана Свифта «Путешествия Гулливера».